# Chauffour-lès-Étréchy
Chauffour-lès-Étréchy é uma comuna francesa na região administrativa da Ilha de França, no departamento de Essonne. Estende-se por uma área de 4.80 km². Em 2010 a comuna tinha 137 habitantes (densidade: 28,5 hab./km²).